# منزل الحجر (مذيخرة)

تعديل مصدري - تعديل

منزل الحجر محلة تابعة لقرية الضاهية، التابعة لعزلة الجوالح بمديرية مذيخرة إحدى مديريات محافظة إب في الجمهورية اليمنية، بلغ تعداد سكانها 80 حسب تعداد اليمن لعام 2004.